# Uvaria capuronii
Uvaria capuronii este o specie de plante angiosperme din genul Uvaria, familia Annonaceae, descrisă de Monique Keraudren. Conform Catalogue of Life specia Uvaria capuronii nu are subspecii cunoscute.